# Энфюмады
Энфюмады (от франц. enfumer — задымить, выкуривать) — способ уничтожения, использовавшийся французским экспедиционным корпусом во время завоевания Алжира в 1844 и 1845 годах. Заключался в удушении людей, укрывшихся или запертых в пещере, путем разжигания костров перед входом, огонь которых поглощал кислород и заполнял полости пещер дымом. Уничтоженное таким образом количество алжирских повстанцев, включая женщин и детей, достигало сотен или тысяч человек и даже целых «племён». 

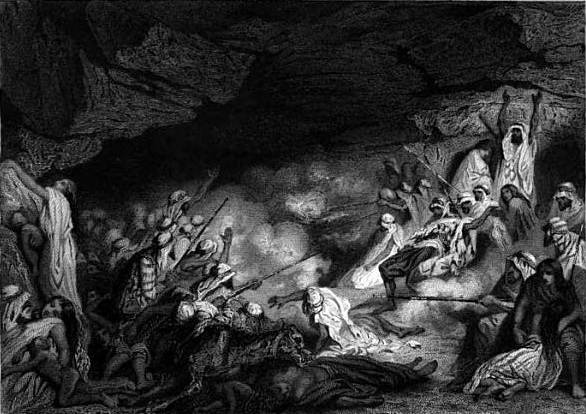
Рисунок. Энфюмада в пещерах Дахры.

Первым из французских генералов эту практику использовал Кавеньяк, 11 июня 1844 года уничтоживший подобным образом сотни алжирцев-сбехов, укрывшихся в пещере после боя с французами. 
11 июня 1845 года главнокомандующий французскими войсками в Алжире генерал Бюжо посоветовал своим подчиненным сократить число повстанцев эмира Абд эль-Кадера, населяющих область Челиф: «Если эти негодяи отступят в свои пещеры, подражайте Кавеньяку — Сбехам! Выкурите их, как лисиц». 
С 18 по 20 июня 1845 года, через неделю после провозглашения доктрины Бюжо, подполковник Пелисье удушил почти целое племя улед-риа, нашедших убежище в пещерах в массиве Дахра. От 700 до 1200 человек, в зависимости от источника, повстанцев, а также женщин, детей и стариков, погибли после того, как Пелисье зажег большие костры перед входами в пещеры. Выживших осталось всего несколько человек. 
Эта резня вызвала сильное возмущение во Франции и Европе. Английская газета «Таймс» от 14 июля 1845 года писала: «Невозможно подавить сильнейшее выражение ужаса и отвращения по поводу зверств поступка, совершенного генералом Пелисье, командующим французским отрядом в Алжире... Это не война, а массовое убийство населения тем, кто взял на себя власть управлять этим регионом, монстром, позорящим свою страну, свою эпоху и свою расу. 
Французская Палата пэров осудила подобную практику колониальных войск, и военный министр Сульт был вынужден отречься от действий Пелисье. Он написал об этом Бюжо в Алжир, но тот защищал Пелисье (который уважал только метод, рекомендованный им самим) и ответил министру: «И я считаю, что соблюдение гуманитарных правил приведет к тому, что война в Африке рискует продлиться на неопределенный срок».